# Daniele Fortunato
Daniele Fortunato (* 8. Januar 1963 in Samarate (VA)) ist ein ehemaliger italienischer Fußballspieler.
Zwischen 1980 und 1997 bestritt Daniele Fortunato 484 Pflichtspiele für verschiedene Vereine und erzielte dabei 38 Tore. Er bestritt 207 Erstliga-Spiele, 135 Zweitliga-Spiele und 142 Drittliga-Spiele. Auch im italienischen Pokal, dem italienischen Supercup, dem Europapokal der Pokalsieger und dem UEFA-Pokal war er aktiv. Heute ist er Jugendtrainer beim neu gegründeten SSC Venedig. Im Sommer des Jahres 2006 war er bei der FIFA-Fußball-Weltmeisterschaft in Deutschland als Spielerscout für Udinese Calcio tätig.

## Vereine
- AC Legnano: 1980–1985
- Vicenza Calcio: 1985–1987
- Atalanta Bergamo: 1987–1989
- Juventus Turin: 1989–1991
- AS Bari: 1991–1992
- Torino Calcio: 1992–1994
- Atalanta Bergamo: 1994–1997

## Erfolge, Titel
- Coppa Italia: 1989/90 unter Trainer Giovanni Trapattoni
- UEFA-Pokal: 1989/90
- Bester Mittelfeldspieler des AC Legnano in den 80er Jahren
- Mitglied der „Grandi Biancorossi“, den besten Spielern von Vicenza Calcio aller Zeiten

| Personendaten    | Personendaten                |
| ---------------- | ---------------------------- |
| NAME             | Fortunato, Daniele           |
| KURZBESCHREIBUNG | italienischer Fußballspieler |
| GEBURTSDATUM     | 8. Januar 1963               |
| GEBURTSORT       | Samarate                     |